# Truphia grisea
Truphia grisea là một loài ruồi trong họ Tachinidae.